# Monga – Gangs of Taipeh
Monga – Gangs of Taipeh (chinesisch 艋舺, Pinyin Měngjiǎ, Pe̍h-ōe-jī Báng-kah) ist ein taiwanischer Spielfilm des Regisseurs Doze Niu aus dem Jahr 2010, der die Unterwelt des Bezirks Monga (heute: Wanhua) der Stadt Taipeh in den 1980er Jahren zum Inhalt hat. Der Film wurde mehrfach ausgezeichnet und auch im Ausland gezeigt. Die Handlung schildert am Beispiel des alten Taipeher Stadtteils Monga die rapide Modernisierung und Enttraditionalisierung der urbanen Gesellschaft im Zuge des wirtschaftlichen Aufschwungs der 1980er Jahre in Taiwan, zudem die persönliche Entwicklung der Hauptfigur Mosquito vom naiven Jugendlichen zum reifen Mann und Gangster.

## Handlung
Das Einzelkind „Mosquito“, Sohn einer alleinerziehenden Mutter, die einen Friseursalon betreibt, wächst in ärmlichen Verhältnissen auf und wird wegen seiner naiven Art immer wieder von seinen Altersgenossen schikaniert. Nach einem Schulwechsel gerät er in Monga, einem der ältesten Stadtteile von Taipeh, mit seinem terrorisierenden Mitschüler Dog Boy aneinander. Durch eine Rangelei mit diesem und seiner Gang werden die 4 „Prinzen“, eine Bande aus der Unterwelt stammender Jugendlicher, auf ihn aufmerksam und nehmen sich seiner an. Die nun fünf „Prinzen“ Dragon Lee, Monk, A-po, Monkey und Mosquito erleben im Monga der rivalisierenden Gangsterbanden mancherlei Abenteuer, bei denen es oft zu handfesten Schlägereien kommt. Mosquito, durch diese Erfahrungen gereift, verliebt sich unterdessen in Ning, eine Prostituierte, die sich als seine Klassenkameradin von der Grundschule entpuppt.
Nachdem die Prinzen sich immer wieder in Schwierigkeiten gebracht haben, nimmt sich schließlich Boss Geta, der Anführer der „Tempeltorbande“ und Vater von Dragon Lee, der jungen Männer an und nimmt sie in seine Schule, indem er sie in Disziplin, Kampfkünsten, aber auch im Ehrenkodex der traditionellen Unterwelt von Monga unterweist. So lehnt Geta beispielsweise strikt die Verwendung moderner Schusswaffen in Konflikten mit Rivalen ab.
Das dank dem wirtschaftlichen Aufschwung der 1980er Jahre blühende Monga zieht jedoch bald Unterweltler von außerhalb an. Die mächtige und mit modernen Waffen ausgerüstete „Waisheng-Bande“, bestehend aus Festlandchinesen unter der Führung von Grey Wolf (einem ehemaligen Liebhaber der Mutter von Mosquito) drängt die traditionellen Banden von Monga zur Zusammenarbeit unter ihrer Vorherrschaft. Sowohl Boss Geta als auch Boss Masa von der Hintergassenbande lehnen das Ansinnen Grey Wolfs ab. Doch der Einzug der Moderne in die alte Gangsterwelt ist nicht mehr aufzuhalten: Wim Kian, Angehöriger der Hintergassenbande, der sich den Festländern anschließen will, schmiedet ein Komplott, in dessen Folge Boss Masa erschossen wird („Der erste Schuss in Monga“) und Wim Kian an seine Stelle tritt. Dies signalisiert den Anfang vom Ende der alten Ordnung von Monga, die traditionelle Unterwelt steht vor großen Umwälzungen, die Freunde der Prinzenbande vor einer ungewissen Zukunft.

## Rezeption
Alexandra Seitz bemängelte in der Berliner Zeitung das Overacting der jugendlichen Darsteller. Zur Inszenierung meinte sie, die „Mischung aus visueller Eleganz, Ästhetisierung von Gewalt, Hochgeschwindigkeits-Sequenzen und Gefühlsüberschwang in Zeitlupe“ verweise „auf das damals boomende Hongkong-Kino“.

## Auszeichnungen und Nominierungen
Taipei Film Festival 2010
- Beste künstlerische Leitung

Hawaii International Film Festival 2010
- Auszeichnung für die Förderung des asiatischen Films

Stockholm International Film Festival 2010
- Telia Film Award

Golden Horse Film Festival 2010
- Bester Hauptdarsteller (Ethan Juan)
- Taiwanische Produzentin des Jahres (Lee Lieh)
- Beste Soundeffekte

Asia-Pacific Film Festival 2010
- Beste künstlerische Leitung
- Beste Musik (Sandee Chan)

Chinese Film Media Award 2011
- Bester Regisseur (Doze Niu)

Asian Film Award 2011
- Bester Newcomer (Mark Chao)